# 反波
反波是一个创办于2005年，2009年停播的中文播客，主持者为平客和飞猪。创办后4个月点击率突破30万。平客曾是电台主持人，飞猪则是报社记者。二人中飞猪写文章，平客合成。2005年获德国之声国际博客大赛最佳播客奖。
该博客设有《办公室的故事》、《口水Song》、《听平客讲段子》、《奥美有情》、《这是伦敦》、《人民大会谈》、《新网络60秒》、《反波讲台》等栏目。主要关注普通人生活，以新闻浓缩为素材，常常批评调侃中国国内的传媒。